# Artemisia ciniformis
Artemisia ciniformis là một loài thực vật có hoa trong họ Cúc. Loài này được Krasch. & Popov ex Poljakov mô tả khoa học đầu tiên năm 1954.